# Fruttosio
Il fruttosio, zucchero semplice, è un monosaccaride isomero topologico del glucosio, dal quale si differenzia in quanto chetoso anziché aldoso. Entrambi sono importanti nella nutrizione umana e animale, spesso usati come dolcificanti e nell'industria alimentare di dolci e panificati.
In natura si presenta, solido o in soluzione acquosa, nella maggior parte dei frutti zuccherini degli alberi e dei loro relativi succhi, quindi nel miele, e in percentuale più bassa, in diversi vegetali, ad esempio la barbabietola da zucchero o la canna da zucchero, dai quali tuttavia si ricava il più noto saccarosio. Il fruttosio è il più dolce tra tutti i tipi di zuccheri.

## Chimica
Derivazione del nome fruttosio: frutta + glucosio = fruttosio

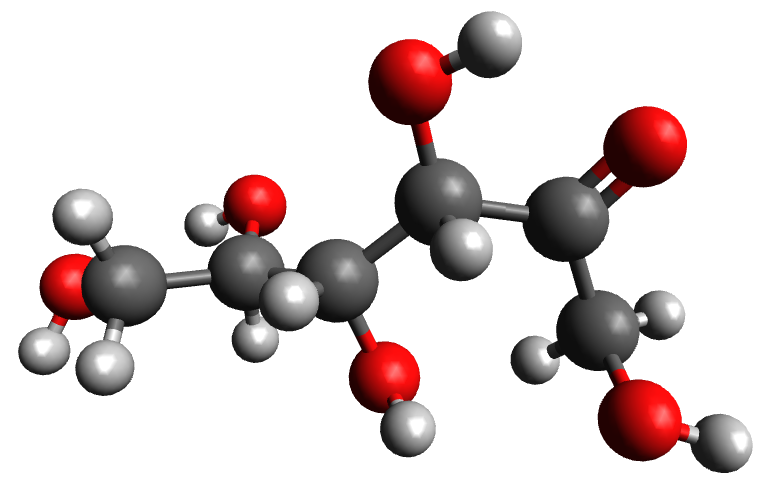
Molecola del fruttosio a topologia lineare

Il fruttosio è il più noto ossichetone a sei atomi di carbonio (chetoesoso). Come tutti i monosaccaridi a catena sufficientemente lunga (≥ 4 atomi di carbonio), allo stato cristallino le sue molecole si trovano in topologia (etero)ciclica, emiacetalica (per la precisione si tratta dell'anomero β-fruttopiranosio), termodinamicamente più stabile (a causa di effetti entropici) delle corrispondente forma aperta.
Il fruttosio naturale (D-(−)-fruttosio) appartiene, come tutti gli zuccheri naturali, alla serie sterica D di Fischer ed è otticamente attivo (levogiro, da cui il nome storico di levulosio). È solubile in acqua, e la sua soluzione, come per il glucosio, dà luogo a mutarotazione, sebbene in questo caso il fenomeno sia rapido, complesso e temperatura-dipendente. La miscela di equilibrio ha potere ottico rotatorio [α] = –92,3° e contiene prevalentemente i tautomeri β-fruttopiranosio (65%) e β-fruttofuranosio (10%), essendo la parte restante formata dai corrispondenti anomeri α (~25%) e dalla forma aperta (<1%).
Il D-fruttosio condensa con il D-glucosio per dare il saccarosio, ovvero D-glucopiranosil-(1α→2β)-D-fruttofuranoside, un disaccaride non riducente, in quanto i carboni anomerici delle due unità sono bloccati tra di loro da un legame bis-acetalico a ponte d'ossigeno. Di contro il saccarosio, destrogiro, può essere idrolizzato (chimicamente o enzimaticamente), per dare una miscela equimolecolare di D-glucosio e D-fruttosio, complessivamente levogira (da qui il termine zucchero invertito al saccarosio idrolizzato).
Le molecole di D-fruttosio possono anche condensare tra di loro per dare gli (omo)oligomeri a topologia furanosidica chiamati fruttani, il cui esempio più noto è l'inulina.
Esiste anche l'enantiomero L-(+)-fruttosio, destrogiro, non naturale, ottenuto esclusivamente per sintesi.

## Produzione e consumo

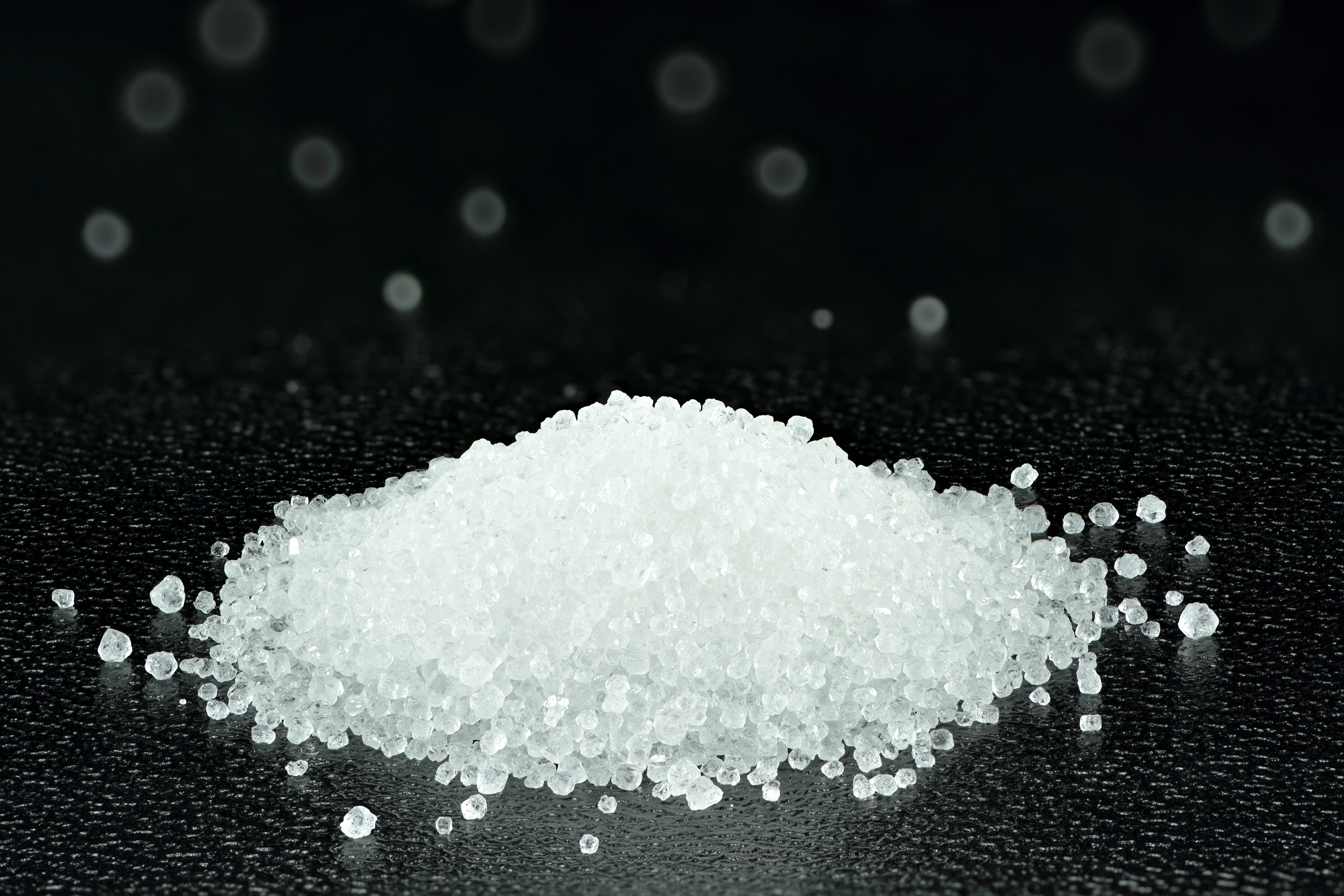
Fruttosio

Sebbene sia spesso indicato commercialmente come "lo zucchero della frutta", il fruttosio commerciale si ottiene principalmente convertendo il glucosio presente nell'amido di mais mediante un processo enzimatico (isomerizzazione), che dà luogo a un denso sciroppo di mais ricco di fruttosio (55-60%), noto anche come HFCS (High Fructose Corn Syrup), da cui può anche essere estratto e cristallizzato il fruttosio puro. 
Nonostante la produzione dello sciroppo di mais sia a basso costo, il prezzo del fruttosio risulta più elevato rispetto a quello del comune zucchero raffinato che viene prodotto in scala più larga. L'uso del fruttosio commerciale è oggi quadruplicato rispetto all'inizio del Novecento.
Solo recentemente, dal 2012, il fruttosio naturale, estratto e cristallizzato dalla frutta (in particolare da uva e da dattero), è disponibile sul mercato, grazie allo sviluppo di una tecnologia innovativa, brevettata a livello internazionale e industrializzata dalla startup siciliana Naturalia Ingredients, controllata dal Gruppo Industriale Maccaferri.
Essendo contenuto in buona quantità anche nel comune miele e nella frutta, può essere assunto in quantitativo sufficiente per il fabbisogno giornaliero anche solo consumando questi alimenti. 
I benefici del fruttosio rispetto al saccarosio sono reali, sebbene di minima entità: 
- maggiore potere dolcificante;
- apporto calorico leggermente inferiore al saccarosio (3,75 kcal/g contro 4 kcal/g);
- indice glicemico più basso del saccarosio (20 circa contro 50-70 circa); veniva infatti consigliato soprattutto ai sofferenti di iperglicemia e ai diabetici, sebbene oggi sia stato soppiantato da dolcificanti sostitutivi molto più efficaci.

Alcuni ipotizzano che l'uso di fruttosio commerciale come dolcificante sia più "sano" rispetto al consumo di zucchero raffinato industrialmente (e spesso anche rispetto a quello grezzo), poiché quest'ultimo viene lavorato ripetutamente con processi industriali chimicamente più aggressivi. Altri invece sostengono che i processi di lavorazione dello zucchero raffinato sono comunque monitorati da rigide normative imposte agli zuccherifici stessi, al fine di garantire saccarosio ad altissimo grado di purezza.
Il fruttosio inoltre, trattenendo meglio l'umidità, viene usato nell'industria alimentare dei panificati, per preservare meglio i prodotti dalle muffe e dalle fermentazioni. Con l'aggiunta di fermenti lattici, esso produce acido acetico e ATP (adenosina trifosfato), e quindi utilizzato per migliorare la conservazione di prodotti lievitati da forno, ottenendo una crosta più morbida e profumata, e il rallentamento del raffermamento del prodotto.

## Metabolismo
Il metabolismo del fruttosio è sostanzialmente diverso tra il muscolo e il fegato. In ogni caso bisogna tener presente che il fegato rappresenta l'organo principale per il metabolismo di questo zucchero. Nel muscolo il fruttosio è fosforilato sul carbonio 6 dall'esochinasi, e trasformato quindi in fruttosio 6-fosfato, che diviene substrato della fosfofruttochinasi, e quindi viene metabolizzato mediante la via glicolitica. Nel fegato non è presente l'esochinasi ma la glucochinasi che ha una bassa affinità per gli esosi, perciò il fruttosio è metabolizzato in altro modo. Nel fegato il fruttosio viene fosforilato in posizione 1 dalla fruttochinasi a fruttosio-1-fosfato. Quest'ultimo non può essere fosforilato ulteriormente sul carbonio 6 dalla fosfofruttochinasi (PFK), e perciò non può entrare ancora nella glicolisi. Il fruttosio-1-fosfato diviene substrato dell'aldolasi B (si ricordi che la aldolasi A è specifica per il fruttosio-1,6-bisfosfato), capace di scindere questa molecola in diidrossiacetone fosfato e gliceraldeide. La gliceraldeide appena ottenuta può essere direttamente fosforilata dalla gliceraldeide chinasi consumando ATP, a gliceraldeide-3-fosfato, che entra finalmente nella via glicolitica. In alternativa alla reazione della gliceraldeide chinasi, la gliceraldeide ottenuta dalla scissione aldolica del fruttosio-1-fosfato, può essere ridotta a glicerolo dall'alcol deidrogenasi con ossidazione del NADH a NAD+. Quindi il glicerolo è fosforilato con consumo di ATP dalla glicerolo chinasi, a glicerolo-3-fosfato. Quest'ultimo è deidrogenato dalla glicerolo-3-fosfato deidrogenasi, a diidrossiacetone fosfato, con riduzione di NAD+ a NADH (quindi in questa tappa viene ripristinato il NADH consumato dall'alcol deidrogenasi per ridurre la gliceraldeide a glicerolo). Infine il diidrossiacetone fosfato appena ottenuto è isomerizzato a gliceraldeide-3-fosfato dalla trioso fosfato isomerasi. La GAP può entrare a questo punto nella glicolisi.

## Dieta e patologie
Per la scienza alimentare è risaputo che un'eccessiva assunzione di fruttosio, così come per tutti i glucidi, amidi e carboidrati, determina aumento di peso, fino ad arrivare all'obesità, allo stress ossidativo, a danni microvascolari, iperuricemia e soprattutto ipertrigliceridemia (con conseguente steatosi epatica) e ipertensione. Può portare a insulino-resistenza, e deplezione di minerali. Da evidenziare è quanto questi effetti si manifestino con il fruttosio presente negli alimenti (in forma di D-fruttosio) e nei dolcificanti in forma di L-fruttosio, assente in natura. Per questi motivi, l'American Diabetes Association (ADA) oggi sconsiglia l'uso abituale di fruttosio come dolcificante nei soggetti diabetici, e suggerisce altresì ai non diabetici di moderarne il più possibile l'assunzione nella dieta.
In particolare poi, esiste una condizione patologica detta fruttosuria, caratterizzata dalla presenza di fruttosio nell'urina e nel sangue. Essa può derivare da un'assunzione eccessiva di fruttosio, ma anche da disfunzioni del metabolismo epatico e intestinale; l'enzima che lo metabolizza è la fruttochinasi epatica, che catalizza il trasporto di un radicale fosforico dall'ATP alla molecola di fruttosio, con la formazione di fruttosio-1-fosfato, presente nel fegato e nella mucosa intestinale. Spesso ci sono solo delle forme leggere di intolleranza a esso, ma forme patologiche ed ereditarie di fruttosuria invece sono spesso dovute a carenza di un altro enzima, e cioè l'f-1-fosfato aldolasi. Per accertarne la causa reale occorrono vari esami specifici sulle intolleranze alimentari; ad esempio, si può essere tolleranti al fruttosio e invece risultare intolleranti al saccarosio se si è carenti dell'enzima invertasi (o saccarasi), che facilita la scissione di saccarosio in glucosio e fruttosio. Tuttavia, l'intolleranza alimentare ai glucidi più comune è quella al lattosio, mentre le altre intolleranze sono genericamente legate al normale invecchiamento. 
Carenze ereditarie dell'enzima aldolasi B determinano un accumulo di fruttosio in fegato, reni e piccolo intestino. Nel fegato interferisce con altri metaboliti e impedisce la trasformazione del glicogeno e la sintesi del glucosio.
Nel 2017 uno studio dell'ospedale pediatrico Bambino Gesù ha evidenziato come l'eccesso di fruttosio vada a sovraccaricare il fegato degli individui più giovani, con meccanismi simili a quelli causati dall'alcolismo, portando al fegato grasso.
In contrasto con la crescente propaganda che vede il fruttosio come il principale responsabile di obesità, diabete e delle conseguenti complicazioni cardiometaboliche, due meta-analisi del 2017, condotte dai ricercatori dell'Università di Canberra, hanno rivalutato i potenziali benefici del fruttosio. 
Gli studi, condotti in soggetti sani, sovrappeso o obesi e persone con pre-diabete, o con malattia conclamata (diabete di tipo 1 o di tipo 2), hanno evidenziato come la sostituzione isoenergetica di glucosio e saccarosio con fruttosio riduce la risposta glicemica postprandiale e incrementa il controllo glicemico senza effetti metabolici sfavorevoli (es. sul peso corporeo e sulla concentrazione ematica dei trigliceridi). 
Questi risultati avvalorano il parere scientifico espresso nel 2011 dall'Autorità Europea per la Sicurezza Alimentare, che conferma l'esistenza di un rapporto causa-effetto tra il consumo di fruttosio, in alternativa a glucosio e saccarosio, e la riduzione della glicemia post-prandiale.